# نهر فاليا مير
نهر فاليا مير أو نهر وادي مير هو رافد لنهر موترو في رومانيا.